# Noel George Butlin
Noel George Butlin AC (* 19. Dezember 1921 in Singleton, New South Wales, Australien; † 2. April 1991 in Canberra) war ein australischer Wirtschaftswissenschaftler und -historiker.

## Leben und Wirken
Noel George Butlin war das jüngste von sechs Kindern von Thomas Lyon Butlin und dessen Frau Sara Mary geb. Chantler und ein Bruder von Sydney James Butlin, der 1926 nach dem Unfalltod des Vaters das Familienoberhaupt und damit auch verantwortlich für die Ausbildung und Karriereplanung von Noel George Butlin wurde. Dieser besuchte die Highschool in East Maitland und erlangte 1942 an der University of Sydney den Bachelor of Economics. Nach einer Tätigkeit für das Arbeitsministerium wurde er 1943 Assistent des australischen Hochkommissars Frank Lidgett McDougall zunächst in London und danach in der australischen Gesandtschaft in Washington, D.C. in Vorbereitung der Welternährungskonferenz 1945.
1946 wurde er Lecturer für Wirtschaftsgeschichte an der University of Sydney. Im selben Jahr heiratete er die Sozialarbeiterin Lilias Joan Lindsay. 1949 ging er mit einem Stipendium der Australian National University und der Rockefeller-Stiftung an die Harvard University nach Cambridge, Massachusetts, und arbeitete an einer vergleichenden Studie des kanadischen und australischen Eisenbahnwesens. 1951 wurde er Senior Research Fellow für Wirtschaftswissenschaften an der Australian National University und 1954 Reader für Wirtschaftsgeschichte. Er erweiterte sein Forschungsprofil und veröffentlichte mehrere Arbeiten zur volkswirtschaftlichen Gesamtrechnung, zum australischen Inlandsprodukt, zur Kreditaufnahme im Ausland und zu Investitionen zur australischen Wirtschaftsentwicklung. Diese Veröffentlichungen bildeten den Grundstock des Archives of Business and Labour der Australian National University, das 1992 in Noel Butlin Archives Centre umbenannt wurde.
1961 forschte er an der University of Cambridge; 1962 wurde er an die Australian National University als Professor für Wirtschaftsgeschichte berufen. 1967 bis 1968 weilte er an der Yale University in New Haven, Connecticut und veröffentlichte als Resultat eine Arbeit über die Vorkriegssklaverei. 1971 publizierte er mit Patrick N. Troy die Arbeit The Cost of collisions über die sozialen und wirtschaftlichen Folgen von Verkehrsunfällen, die möglicherweise durch den Tod seines Vaters motiviert wurde.
1974 wurde er Direktor des Botany-Bay-Projekts, einer für fünf Jahre geplanten Umweltstudie, trat aber im selben Jahr wegen Problemen mit den staatlichen Behörden Australiens und von New South Wales von der Leitung zurück. 1979 bis 1980 war er Professor für australische Studien an der Harvard University. 1983 veröffentlichte er Our Original Aggression: Aboriginal Populations of Southeastern Australia 1788–1850, in der er die Bevölkerungszahl der Aborigines zur Zeit der europäischen Besiedlung drei- bis viermal höher einschätzte als in allgemein anerkannten Schätzungen. 1986 wurde er emeritiert.
Noel George Butlin verstarb nach einer Krebserkrankung am 2. April 1991 im Royal Canberra Hospital. Er hinterließ seine Frau Lilias Joan, eine Tochter und zwei Söhne. Seine letzten Arbeiten, an denen er noch im Krankenhaus arbeitete, wurden postum herausgegeben. Die Economic History Society of Australia and New Zealand veranstaltet ihm zu Ehren seit 2004 jährliche „Noel Butlin Lectures“.

## Mitgliedschaften und Ehrungen
- 1976: Mitglied der Academy of the Social Sciences in Australia[1]
- 1976: Korrespondierendes Mitglied der British Academy
- 1990: Distinguished Fellow der Economic Society of Australia
- 1992: Companion des Order of Australia (postum)[2]

## Schriften
- Finding list of Canadian railway companies before 1915. Association of American Railroads, Washington 1953.
- Australian domestic product, investment and foreign borrowing 1861–1938/39. Cambridge University Press, Cambridge 1962.
- Investment in Australian economic development, 1861–1900. Cambridge University Press, Cambridge 1964.
- Business records at the Australian National University. Australian National University, Canberra 1966.
- Ante-bellum slavery. A critique of a debate. Australian National University, Canberra 1971, ISBN 0-909898-00-6.
- mit Patrick N. Troy: The Cost of collisions. Cheshire, Melbourne 1971, ISBN 0-70151339-X.
- (Hrsg.): Factory waste potential in Sydney. Canberra 1977, ISBN 0-7081-1047-9.
- mit William Angus Sinclair: Australian gross domestic product, 1788–1860. Estimates, sources, and methods. Australian National University, Canberra 1984, ISBN 0-86784-360-8.
- Close encounters of the worst kind. Modelling aboriginal depopulation and resource competition, 1788–1850. Australian National University, Canberra 1982, ISBN 0-86784-087-0.
- mit Jules Ginswick, P. Statham: Colonial statistics before 1850. Australian National University, Canberra 1982, ISBN 0-86784-826-X.
- mit Alan Barnard, Jonathan J. Pincus: Government and Capitalism: Private and Public Choice in Twentieth Century Australia. Allen and Unwin, Sydney 1982, ISBN 0-86861-187-5.
- Our Original Aggression: Aboriginal Populations of Southeastern Australia 1788–1850. Allen and Unwin, Sydney 1983, ISBN 0-86861-223-5.
- Bicentennial perspective of Australian economic growth. University of Adelaide, Adelaide 1986, ISBN 0-9589994481-4.
- Economics and the dreamtime. A hypothetical history. Cambridge University Press, Cambridge 1993, ISBN 0-521-43236-7.
- Forming a colonial economy, Australia 1810-1850. Cambridge University Press, Cambridge 1994, ISBN 0-521-44006-8.